# Nefize Gaffaroğlu
Nefize Gaffaroğlu est une joueuse de volley-ball turque née le 8 août 1992. Elle mesure 1,86 m et joue au poste de réceptionneuse-attaquante.

## Clubs
| Club                    | De        | À         |
| ----------------------- | --------- | --------- |
| Bosch Spor              |           | 2006-2007 |
| Coşkunöz Spor Kulübü    | 2007-2008 | 2009-2010 |
| Bursa BBSK              | 2010-2011 | 2013-2014 |
| Balıkesir BBSK          | 2014-2015 | 2014-2015 |
| Çanakkale Belediye      | 2015-2016 | 2015-2016 |
| İdmanocağı Spor Kulübü  | 2016-2017 | 2016-2017 |
| Bursaspor               | 2017-2018 | 2017-2018 |
| Balıkesir DSİ Spor      | 2018-2019 | 2018-2019 |
| Partizani Tirana        | jan 2019  | mai 2019  |
| Astor Voleybol          | oct 2019  | nov 2019  |
| Foinikas Alexandroúpoli | jan 2020  | mai 2020  |
| Büyükçekmece VASK       | 2020-2021 | …         |

## Palmarès
- Championnat d'Albanie
  - Vainqueur : 2019.
- Coupe d'Albanie
  - Vainqueur : 2019.